# Округ Де Бака (Њу Мексико)
Де Бака (енгл. De Baca County) је округ у америчкој савезној држави Њу Мексико.

## Демографија
По попису из 2010. године број становника је 2.022, што је 218 (-9,7%) становника мање него 2000. године.
| Група             | 2000.         | 2010.         |
| Белци             | 1.407 (62,8%) | 1.200 (59,3%) |
| Афроамериканци    | 1 (0,0%)      | 3 (0,1%)      |
| Азијати           | 5 (0,2%)      | 1 (0,0%)      |
| Хиспаноамериканци | 790 (35,3%)   | 779 (38,5%)   |
| Укупно            | 2.240         | 2.022         |